# Merklín, Karlovy Vary
Merklín là một làng thuộc huyện Karlovy Vary, vùng Karlovarský, Cộng hòa Séc.